# Anodonthyla moramora
Anodonthyla moramora Glaw & Vences, 2005 è una rana della famiglia Microhylidae, endemica del Madagascar.